# Номер за супутниковим каталогом
Номер за супутниковим каталогом (англ. Satellite Catalog Number, SCN, раніше також номер NORAD або номер об'єкта USSPACECOM) являє собою унікальний п'ятизначний ідентифікаційний номер штучних супутників Землі. Містить параметри орбіт об'єктів у вигляді дворядкових елементів (TLE). У каталозі відсутні дані про секретні військові супутники США.
Спочатку каталог складався командуванням повітряно-космічної оборони Північної Америки (NORAD), потім поповнювався стратегічним командуванням США (USSPACECOM).
Станом на 2008 рік в каталозі налічувалося до 900 активних супутників, близько 400 з яких перебували на геостаціонарних орбітах. Відкрита частина каталогу містить дані про майже 12 800 об'єктів на земній орбіті, розміри яких перевищують 10 см. Серед них близько 8130 частин зруйнованих супутників, відпрацьованих ступенів ракет і предметів, втрачених під час робіт у відкритому космосі (станом на березень 2009). Кількість об'єктів розміром більше 1 см оцінюється в 600 тисяч.
Альтернативною системою нумерації супутників є NSSDC ID.